# Liste des ponts sur le Niger
 (novembre 2023).
Si vous disposez d'ouvrages ou d'articles de référence ou si vous connaissez des sites web de qualité traitant du thème abordé ici, merci de compléter l'article en donnant les références utiles à sa vérifiabilité et en les liant à la section « Notes et références ».
La liste des ponts sur le Niger comprend des ponts et des traversées (sur des barrages) sur le fleuve Niger.
À partir de Bamako, il n'y a que 14 ponts permettant de traverser le fleuve Niger, un 15e étant en construction au Nigeria. En dehors de ces ponts, seules des barques assurent la traversée.

## Guinée
- pont ferroviaire de Kouroussa, premier pont sur le cours du fleuve Niger.
- second sur la route N1 à Koumana[réf. nécessaire].
- Le pont de Faranah sur la route nationale 1 de Conakry-N’zérékoré à l'entrée de la ville de Faranah[1]

## Mali
- Pont du Roi-Fahd, à Bamako.
- Pont des Martyrs, à Bamako.
- Pont de l'amitié sino-malienne, à Bamako. Il a été inauguré le 22 septembre 2011 par le président de la République, dans le cadre des festivités du 51e anniversaire de l’Indépendance correspondant également avec les 51 ans des relations d’amitié entre le Mali et la Chine d’où le nom du pont. La première pierre du pont a été posée le 13 février 2009 par les chefs d’État malien Amadou Toumani Touré et chinois Hu Jintao lors de sa visite d’État effectué en novembre de la même année au Mali. Ce pont résulte d’une promesse de la République populaire de Chine faite au Mali en novembre 2006, lors du sommet Chine-Afrique. Les travaux de constructions ont pris 27 mois de travaux menés par les ingénieurs et les ouvriers maliens et chinois, soit huit mois avant le délai contractuel qui expirait en avril 2012. Ils ont coûté plus de 30 milliards de francs CFA entièrement financés par un don du gouvernement chinois. Il a une longueur de 1 616 mètres[réf. nécessaire].
- Barrage de Markala.
- Pont de Wabaria, à Gao.
- Pont de Kayo, à Koulikoro

## Niger
- Pont Kennedy, à Niamey.
- Pont de l'amitié Chine-Niger, appelé aussi pont chinois car construit par eux, mis en circulation en 2012[2].
- Pont Général Seyni Kountché à Niamey, inauguré le 18 février 2021 par le président de la République constitue le deuxième pont construit par la République populaire de Chine pour le Niger.
- Pont Gaya Malanville reliant le Niger au Bénin.

## Nigeria
- Barrage Kainji.
- Barrage de Jebba.
- Pont à Adaha, sur la route Abuja-Lokoja (Nigeria).
- Pont à Itobe, sur la route Ajaokuta-Ayangba (Nigeria).
- en:River Niger Bridge, à Onitsha.
- en:Second Niger bridge, à Onitsha.